# Night Walker
Nightwalker: The Midnight Detective (яп. ナイトウォーカー真夜中の探偵 Найто Уо:ка: Маёнака но тантэй) — игра-визуальный роман и эроге, выпущенная японской компанией Tomboy для платформы NEC PC-9801 22 декабря 1993 года. Игрок должен взаимодействовать с персонажами и решать их проблемы, игра изобилует сексуальными сценами. В игре были доступны лишь 16 цветов, но в 2001 году компанией Arieroof была выпущена обновлённая версия игры для Windows 2000, вскоре компания-разработчик обанкротилась.
На основе игры студией Anime International Company был выпущен аниме-сериал, который транслировался по телеканалу TV Tokyo с 8 июля по 23 сентября 1998 года, всего выпущено 12 серий. Аниме сочетает в себе жанры ужасов, детективной истории и вампиров. С 2001 года сериал был доступен для покупке на видеокассетах, а с 2003 года — на DVD. Помимо Японии сериал был дублирован на английском и корейском языках, а также продавался на территории Франции, Испании, Португалии, Великобритании и Австралии.

## Сюжет
Современный Токио горит в огнях и никогда не засыпает, однако мало кто подозревает, какая угроза нависла над его жителями. Периодически из иного мира прибывают демоны, которые стремятся овладеть человеческим телом или трупом, чтобы жить под солнцем, жертва теряет частично или полностью контроль над разумом, и одержимая начинает совершать ужасные поступки, вплоть со массового убийства для утоления своей жажды. Для борьбы с такими демонами в Токио существует специальная контора, возглавляемая бессмертным вампиром Сидо Тацухико, родом из Румынии, однако позабывшим полностью о своей прошлой жизни. Ему также помогают Яёй Мацунага и молодая школьница Рихо Ямадзаки. Вместе они выискивают людей, одержимых демонами, чтобы прогнать их обратно в мир иной. Параллельно Сидо всеми самыми разными способами стремится узнать о прошлом своей жизни, единственных ключом к которой остался Каин, вампир, обративший когда-то Сидо…

## Список персонажей
Тацухико Сидо (яп. 紫藤 龍彦 Сидо: Тацухико)
Сэйю: Такуми Ямадзаки
Главный герой истории, частный детектив. По сюжету оригинальной игры он на четверть вампир, а по остальной линии имеет японское происхождение. По сюжету аниме когда то прибыл из восточной Европы, имел там жену и дочь, но был обращён Каином, после чего полностью потерял память о прошлом, даже забыл своё настоящее имя. Позже Сидо оказывается в Японии, хотя он уже многие столетия является вампиром, Сидо не отказывается от своей человечности, и старается не навредить людям, сражаясь против демонов. Свою кровь может использовать как оружие. В качестве источника крови использует Яёй.
Яёй Мацунага (яп. 松永 弥生 Мацунага Яёй)
Сэйю: Эми Синохара
Девушка-детектив, которая работает на Тацухико, помогая ему разыскивать демонов и также периодически даёт ему свою кровь. Имела когда то сестру-близнеца по имени Касуми и во время пожара лицо Яёй полностью сгорело, после чего девочка была вынуждена постоянно носить повязки в то время, как Касуми — нет. Яёй стала всё больше завидовать Касуми и ненавидеть её. Яёй стала периодически избивать её и всячески портить жизнь несмотря на то, что Касуми очень бережно относилась к Яёй. Впоследствии выяснилось, что Касуми была одержима демоном и убивала людей в надежде найти новое лицо Яёй. Касуми покончила самоубийством, а её лицо пересадили Яёй. Впоследствии Яёй по сей день мучает угрызение совести из-за её отношения к сестре, которое могло с подвигнуть её на убийства и суицид, и чтобы сгладить свою вину, Яёй решает добровольно сотрудничать с Сидо, помогая ему в борьбе против демонов.
Рихо Ямадзаки (яп. 山崎理 Ямадзаки Рихо)
Сэйю: Маая Сакамото
Молодая девушка — сирота, чьи родители были убиты демонами, в результате её на опеку берёт Сидо, долгое время Рихо не знала, что Сидо — вампир. Рихо очень влюблена в Сидо и сильно ревнует, когда рядом с ним находится Яёй. Была смертельно ранена Каином и впоследствии обращена в вампира. После обращения Рихо разрывает свои отношения с друзьями и покидает школу.
Гуни (яп. グニ)
Сэйю: Икуэ Отани
Маленькая фея, которая постоянно сопровождает Сидо. Очень любит раскидываться грубыми словами в адрес Сидо и Рихо.
Каин (яп. カイン)
Сэйю: Хидэюки Танака
Вампир, обративший когда то Сидо, так как очень любил его. В отличие от Сидо не ставит цену человеческой жизни, относясь к людям, не более как к скоту. Очень разгневан из-за того, что Сидо сбежал от него. Впоследствии был уничтожен Сидо в Токио.

## Список серий
| #  | Title                                             | Дата выхода           |
| -- | ------------------------------------------------- | --------------------- |
| 1  | Ночной посетитель «Ями во куру моно» (闇を来る者) | 9 июля 1998 года      |
| 2  | Условия славы «Дзёдзю но дзё:кэн» (女優の条件)    | 6 июля 1998 года      |
| 3  | Человек в побеге «Нигэру отоко» (逃げる男)        | 23 июля 1998 года     |
| 4  | Золотой рассвет «О:гон но ёакэ» (黄金の夜明け)    | 30 июля 1998 года     |
| 5  | Лекарства для мёртвых «Сися но кусури» (死者の薬) | 6 августа 1998 года   |
| 6  | На дне колодца «Идо но соко» (井戸の底)           | 13 августа 1998 года  |
| 7  | Мать и её сын «Хаха то мусуко» (母と息子)         | 20 августа 1998 года  |
| 8  | Душа, Заблудшая в Ночи «Ё аруку моно» (夜歩く者)  | 27 августа 1998 года  |
| 9  | Чужое лицо «Танин но као» (他人の顔)              | 3 сентября 1998 года  |
| 10 | Слёзы ангела «Тэнси но намида» (天使の涙)         | 10 сентября 1998 года |
| 11 | Ведьма в лесу «Мори но мадзё» (森の魔女)          | 17 сентября 1998 года |
| 12 | Вечная тьма «Эйэн но ями» (永遠の闇)              | 24 сентября 1998 года |

## Музыка
Музыку к аниме написал Акифуми Тада, которая представляет собой в основном джаз в исполнении саксофонов. Открывающую заставку к аниме «Gessekai» (яп. 月世界 Гэссэкай) исполняет BUCK-TICK, а концовку — «Mirai Kōro» (яп. 未来航路 Мирай ко:ро) исполняет La'cryma Christi. Примечательно, что музыка Gessekai не была написана специально для заставки, а для этого была выбрана уже готовая и наиболее подходящая музыка.

## Рецензии
Ицкэ Аяна отметила, что сериал не похож на обыкновенный боевик, который ожидаешь при виде обложки, обстановка наполнена красивой атмосферой, персонажи интересные, но посредственные. В аниме раскрывается тема, посвящённая бессмертной жизни вампира, и чем надо пожертвовать ради её получения. Среди серьёзных недостатков отмечается графика, если первые 4 серии выполнены достаточно хорошо, то в более поздних сериях на лицо видно изменения стиля и дизайна персонажей, сильное ухудшение графики. В первых сериях значительно уделяется некому пророчеству Каина под названием «золотой рассвет», который впоследствии удаляется из сюжета посередине истории, а сам сюжет снова сводится исключительно к уничтожению монстров. В истории есть серьёзные несоответствия, если в самом начале Сидо спокойно находился под солнцем, прикрываясь лишь шляпкой и очами, то в последующих сериях говорится, что он не выносит солнечного света. Среди достоинств важно отметить красиво выдержанную атмосферу в течение всего сериала, главного героя-вампира, который должен понравится поклонникам аниме и вампиров, а также красивую музыку.